# 13 tháng 3
Ngày 13 tháng 3 là ngày thứ 72 (73 trong năm nhuận) trong lịch Gregory. Còn 293 ngày trong năm.

## Sự kiện
- 1781 – Nhà thiên văn học William Herschel quan sát thấy sao Thiên Vương khi ông đang ở trong vườn nhà tại Somerset, Anh.
- 1881 – Hoàng đế Aleksandr II của Nga thiệt mạng do thương tích sau một nỗ lực ám sát bằng bom trên đường phố tại kinh đô Sankt-Peterburg.
- 1915 – Việt Nam Quang phục Hội tập kích đồn Tà Lùng của chính quyền thực dân Pháp ở gần biên giới Việt-Hoa
- 1918 – Liên quân Đức-Áo thủ tiêu nước Cộng hoà Xô viết Odessa.
- 1921 – Dưới sự lãnh đạo của quân phiệt người Nga Roman von Ungern–Sternberg, Ngoại Mông Cổ tuyên bố độc lập từ Trung Quốc với vị thế một quốc gia quân chủ.
- 1930 – công nhân Nhà máy cưa Thái Hợp - Thành phố Vinh đấu tranh, mở đầu cao trào Xô Viết Nghệ Tĩnh.
- 1940 – Chiến tranh Liên Xô-Phần Lan kết thúc khi lệnh ngừng bắn có hiệu lực, một ngày sau khi hiệp định hòa bình chính thức được ký kết tại Moskva.
- 1945 – Campuchia tuyên bố độc lập
- 1954 – Chiến tranh Đông Dương: Quân đội Nhân dân Việt Nam bắt đầu tiến công quân Liên hiệp Pháp tại thung lũng Mường Thanh, mở màn Chiến dịch Điện Biên Phủ.
- 1969 – Công ước Liên hiệp quốc huỷ bỏ các hình thức phân biệt chủng tộc có hiệu lực.
- 1988 – Đường hầm Seikan được khánh thành, đường hầm dưới biển dài nhất thế giới này kết nối hai đảo chính Honshu và Hokkaido của Nhật Bản.
- 2013 – Hồng y người Argentina Jorge Mario Bergoglio được Mật nghị Hồng y 2013 bầu làm giáo hoàng thứ 266 của Giáo hội Công giáo Rôma, ông chọn tông hiệu Giáo hoàng Phanxicô.

## Sinh
- 1683 – John Theophilus Desaguliers, nhà triết học người Pháp (m. 1744)
- 1700 – Michel Blavet, nhạc công thổi sáo người Pháp (m. 1768)
- 1720 – Charles Bonnet, nhà tự nhiên học, nhà văn Thụy Sĩ (m. 1793)
- 1733 – Joseph Priestley, nhà khoa học, bộ trưởng người Anh (m. 1804)
- 1741 – Joseph II, hoàng đế Đế quốc La Mã Thần thánh (m. 1790)
- 1763 – Guillaume Marie Anne Brune, Thống chế người Pháp (m. 1815)
- 1764 – Earl Grey, thủ tướng Anh (m. 1845)
- 1781 – Karl Friedrich Schinkel, kiến trúc sư người Đức (m. 1841)
- 1784 – Jean Moufot, nhà triết học, nhà toán học người Pháp (m. 1842)
- 1815 – James Curtis Hepburn, người truyền giáo, nhà ngôn ngữ học người Mỹ (m. 1911)
- 1830 – Nguyễn Phúc Miên Sạ, tước phong Tĩnh Gia công, hoàng tử con vua Minh Mạng (m. 1902)
- 1855 – Percival Lowell, nhà thiên văn người Mỹ (m. 1916)
- 1860 – Hugo Wolf, nhà soạn nhạc người Áo (m. 1903)
- 1864
  - Alexej von Jawlensky, họa sĩ người Nga (m. 1941)
  - Sir Hugh Walpole, tiểu thuyết gia người Anh (m. 1941)
- 1890 – Fritz Busch, người chỉ huy dàn nhạc người Đức (m. 1951)
- 1898 – Henry Hathaway, đạo diễn phim, nhà sản xuất người Mỹ (m. 1985)
- 1899
  - John Hasbrouck van Vleck, nhà vật lý, giải thưởng Nobel người Mỹ (m. 1980)
  - Jan Lechoń, nhà thơ người Ba Lan (m. 1956)
- 1900
  - Béla Guttman, cầu thủ bóng đá người Hungary (m. 1981)
  - Giorgos Seferis, nhà thơ, giải thưởng Nobel người Hy Lạp (m. 1971)
- 1908 – Walter Annenberg, nhà xuất bản, người làm việc thiện người Mỹ (m. 2002)
- 1910
  - Karl Gustav Ahlefeldt, diễn viên người Đan Mạch (m. 1985)
  - Sammy Kaye, nhạc sĩ người Mỹ (m. 1987)
- 1913
  - Lambros Konstantaras, diễn viên người Hy Lạp (m. 1985)
  - Sergey Mikhalkov, nhà văn người Nga
- 1914
  - Edward O'Hare, phi công người Mỹ (m. 1943)
  - W.O. Mitchell, nhà văn người Canada (m. 1998)
- 1921 – Al Jaffee, họa sĩ biếm hoạ người Mỹ
- 1926
  - Raúl Alfonsín, tổng thống Argentina
  - Roy Haynes, nhạc công đánh trống nhạc Jazz người Mỹ
  - Carlos Roberto Reina, tổng thống Honduras (m. 2003)
- 1927 – Robert Denning, chuyên viên trang trí nội thất người Mỹ (m. 2005)
- 1929 – Peter Breck, diễn viên người Mỹ
- 1930 – Jan Howard, ca sĩ người Mỹ
- 1933 – Mike Stoller, nhạc sĩ người Mỹ
- 1934 – Barry Hughart, tác gia người Mỹ
- 1935
  - Joseph Mascolo, diễn viên người Mỹ
  - Leslie Parrish, nữ diễn viên người Mỹ
  - Michael Walzer, nhà triết học người Mỹ
- 1938 – Erma Franklin, ca sĩ người Mỹ (m. 2002)
- 1939 – Neil Sedaka, ca sĩ, nhạc sĩ người Mỹ
- 1942
  - Dave Cutler, kĩ sư phần mềm người Mỹ
  - Geoffrey Hayes, người dẫn chương trình truyền hình, diễn viên người Anh
- 1943 – André Téchiné, đạo diễn phim, nhà kịch bản phim người Pháp
- 1945 – Anatoly Timofeevich Fomenko, nhà toán học người Nga
- 1946 – Yonatan Netanyahu, quân nhân người Israel (m. 1976)
- 1947 – Beat Richner, thầy thuốc, nghệ sĩ vĩ cầm Thụy Sĩ
- 1948 – Robert S. Woods, diễn viên người Mỹ
- 1949
  - Hiroshi Kazato, người đua xe người Nhật Bản (m. 1974)
  - Julia Migenes, ca sĩ soprano người Mỹ
- 1950 – William H. Macy, diễn viên người Mỹ
- 1951 – Fred Berry, diễn viên, vũ công người Mỹ (m. 2003)
- 1952 – Wolfgang Rihm, nhà soạn nhạc người Đức
- 1953 – Deborah Raffin, nữ diễn viên người Mỹ
- 1955
  - Bruno Conti, cầu thủ bóng đá người Ý
  - Glenne Headly, nữ diễn viên người Mỹ
- 1956 – Dana Delany, nữ diễn viên người Mỹ
- 1957 – Steve Lake, vận động viên bóng chày người Mỹ
- 1960 – Joe Ranft, họa sĩ phim hoạt hình người Mỹ (m. 2005)
- 1963 – Fito Páez, nhạc sĩ, nhà sáng tác người Argentina
- 1964 – Will Clark, vận động viên bóng chày người Mỹ
- 1967
  - Andrés Escobar, cầu thủ bóng đá người Colombia (m. 1994)
  - Joseph Cao, dân biểu người Mỹ gốc Việt đầu tiên trong Quốc hội Hoa Kỳ.
- 1968 – Akira Nogami, đô vật Wrestling chuyên nghiệp người Nhật Bản
- 1970 – Tim Story, đạo diễn phim người Mỹ
- 1971
  - Annabeth Gish, nữ diễn viên người Mỹ
  - Robert Lanham, tác gia, nhà văn châm biếm người Mỹ
- 1972 – Common, ca sĩ nhạc Rapp người Mỹ
- 1973 – Edgar Davids, cầu thủ bóng đá người Hà Lan
- 1974
  - Thomas Enqvist, vận động viên quần vợt người Thụy Điển
  - Vampeta, cầu thủ bóng đá người Brasil
- 1976 – Danny Masterson, diễn viên người Mỹ
- 1977
  - Momo Sylla, cầu thủ bóng đá người Guiné–Bissau
  - Kay Tse, ca sĩ người Hồng Kông
- 1978
  - Tom Danielson, vận động viên xe đạp người Mỹ
  - Karina Smirnoff, diễn viên múa người Ukraina
  - Kenny Watson, cầu thủ bóng đá người Mỹ
- 1979
  - Johan Santana, vận động viên bóng chày người Venezuela
  - Cedric Van Branteghem, vận động viên người Bỉ
- 1980
  - Lee Jung–hyun, nữ diễn viên, ca sĩ nhạc pop người Hàn Quốc
  - Molly Stanton, nữ diễn viên người Mỹ
- 1981 – Stephen Maguire, người chơi bi da người Scotland
- 1983 – Kaitlin Sandeno, vận động viên bơi lội người Mỹ
- 1984
  - Pieter Custers, vận động viên người Đức
  - Noel Fisher, diễn viên người Canada
- 1985
  - Emile Hirsch, diễn viên người Mỹ
  - Austin Scott, cầu thủ bóng đá người Mỹ
  - Kha Ly, ca sĩ và diễn viên người Việt Nam
- 1989 – 
  - Harry Melling, diễn viên người Anh
  - Anh Khang, ca sĩ, nhạc sĩ người Việt Nam
- 1990 – Alec Medlock, diễn viên người Mỹ
- 1999 – Wiktoria Gąsiewska, nữ diễn viên người Ba Lan
- 1991 – Lê Quang Liêm, kỳ thủ cờ vua người Việt Nam
- 2001
  - Choi Beom-gyu, ca sĩ, thành viên nhóm nhạc nam Tomorrow X Together
  - Bae Su-min, ca sĩ, thành viên nhóm nhạc nữ STAYC

## Mất
- 1395 – John Barbour, nhà thơ người Scotland (s. 1320)
- 1573 – Michel de l'Hôpital, chính khách người Pháp (s. 1507)
- 1604 – Arnaud d'Ossat, nhà ngoại giao, nhà văn người Pháp (s. 1537)
- 1619 – Richard Burbage, diễn viên người Anh (s. 1567)
- 1711 – Nicolas Boileau–Despréaux, nhà thơ, nhà phê bình người Pháp (s. 1636)
- 1773 – Philibert Commerçon, nhà tự nhiên học, nhà thám hiểm người Pháp (s. 1727)
- 1778 – Charles le Beau, sử gia người Pháp (s. 1701)
- 1822 – Phan Huy Ích, nhà văn hóa, chính khách Việt Nam (s. 1750)
- 1842 – Henry Shrapnel, quân nhân, nhà phát minh người Anh (s. 1761)
- 1879 – Adolf Anderssen, đấu thủ cờ vua người Đức (s. 1818)
- 1881 – Aleksandr II, Hoàng đế Nga (s. 1818)
- 1901 – Benjamin Harrison, tổng thống Mỹ thứ 23 (s. 1833)
- 1918 – César Cui, nhà soạn nhạc người Nga (s. 1835)
- 1925 – Lucille Ricksen, nữ diễn viên người Mỹ (s. 1910)
- 1938 – Nikolai Ivanovich Bukharin, chính khách, người trí thức người Nga (s. 1888)
- 1941 – Elizabeth Madox Roberts, nhà thơ, tiểu thuyết gia người Mỹ (s. 1881)
- 1943 – Stephen Vincent Benét, tác gia người Mỹ (s. 1898)
- 1949 – Henri Giraud, tướng người Pháp (s. 1879)
- 1963 – Austin Dobson, người đua xe người Anh (s. 1912)
- 1965
  - Corrado Gini, kĩ thuật viên thống kê người Ý (s. 1884)
  - Fan S. Noli, giám mục, nhà thơ, chính khách người Albania (s. 1882)
  - Vittorio Jano, kĩ sư người Ý (s. 1891)
- 1972 – Tony Ray–Jones, nhà nhiếp ảnh người Anh (s. 1941)
- 1975 – Ivo Andrić, nhà văn Nam Tư đoạt giải Nobel Văn học (s. 1892)
- 1983 – Louison Bobet, vận động viên xe đạp người Pháp (s. 1925)
- 1990
  - Bruno Bettelheim, nhà tâm thần học người Mỹ (s. 1903)
  - Karl Münchinger, người chỉ huy dàn nhạc người Đức (s. 1915)
- 1995 – Leon Day, vận động viên bóng chày người Mỹ (s. 1916)
- 1996 – Krzysztof Kieślowski, đạo diễn phim người Ba Lan (s. 1941)
- 1998
  - Bill Reid, nghệ sĩ người Canada (s. 1920)
  - Hans von Ohain, kĩ sư người Đức (s. 1911)
- 1999
  - Lee Falk, họa sĩ biếm họa người Mỹ (s. 1911)
  - Garson Kanin, nhà văn, người đạo diễn người Mỹ (s. 1912)
  - Bidu Sayão, ca sĩ soprano người Brasil (s. 1902)
- 2002 – Hans–Georg Gadamer, nhà triết học người Đức (s. 1900)
- 2006
  - Jimmy Johnstone, cầu thủ bóng đá người Scotland (s. 1944)
  - Maureen Stapleton, nữ diễn viên người Mỹ (s. 1925)
- 2007 – Arnold Skaaland, đô vật Wrestling chuyên nghiệp người Mỹ (s. 1925)
- 2014 – Ahmad Tejan Kabbah, tổng thống Sierra Leone thứ 3 (s. 1932)[1]